# Clarendon Fund
Het Clarendon Fund is een fonds dat studiebeurzen verstrekt aan studenten van over de hele wereld aan de Universiteit van Oxford.
Het fonds werd opgericht in 2000. De beurs werd voor het eerst verstrekt in 2001. Jaarlijks worden er ongeveer 140 beurzen verstrekt, Clarendon Scholarschips genaamd, aan excellente studenten van alle academische disciplines in de post-bachelorfase. In 2014 werd de beurs verstrekt aan een groep studenten met meer dan vijftige verschillende nationaliteiten.
De competitie voor het verkrijgen van de beurs is groot; de beurs maakt het mogelijk voor de best presterende studenten om in deel- of voltijd voor een master of een doctoraat te studeren. De beurs dekt het collegeld en voorziet in een genereuze tegemoetkoming voor levensonderhoud.